# Бычок (Приднестровье)
Бычо́к — село в Григориопольском районе непризнанной Приднестровской Молдавской Республики. Административный центр Бычковского сельсовета, куда помимо села Бычок также входит село Нововладимировка. Основано старообрядцами, выходцами из села Великоплоское.

## География
Площадь села – около 0,80 км2, периметр – 3,63 км. Село расположено на расстоянии 42 км от Григориополя и в 18 км от Бендер.

## Население
| Год      | Население |
| -------- | --------- |
| 1997 год | 1 360     |
| 2004 год | 1 151     |
| 2015 год | 843       |

## История
Село Бычок было основано в 1916 году.
В советский период село входило в состав колхоза «Авангард» с правлением в селе Красногорка. В селе Бычок открылись восьмилетняя школа, клуб с киноустановкой, библиотека, ателье бытового обслуживания населения, почтовое отделение, детский сад, магазин.